# Træfningen ved Oversø
Træfningen ved Oversø var blandt de tidlige kamphandliger i Treårskrigen fra 1848 til 1850. efter Slaget ved Slesvig, dagen forinden, var hæren på tilbagetog mod Flensborg. Den forfølgende tyske forbundshær omringede og angreb med overlegne styrker, og efter nogle timers kamp måtte dele af den danske bagtrop overgive sig, mens det lykkedes to kompagnier at nå tilbage til Flensborg.

## Baggrund
Kampen ved Slesvig, d. 23 april, var endt med et strålende dansk nederlag. Danskerne havde med betydelig underlegne styrker givet preusserne, som havde været uvillig til at vente på at resten af den føderale hær ankom før angrebet startede, en “blodig næse”. Dette syn på kampen medførte imidlertid at danskerne tillagde en temmelig nonchalant holdning mht. deres tilbagetrækning. Man troede ikke at preusserne var i stand til at forfølge, og forsømte at udstille mere end en symbolsk bagtrop. Man havde dog ikke taget resten af den føderale division i betragtning, som nu i stedet optog forfølgelsen.
De føderale troppers fortrop tog snart fem mand fra det 2. Jægerkorps til fange. Fra disse mænd og nogle lokale, erfarede de, at dele af det 2. Jægerkorps og det 5. Dragon Regiment sammen med to kanoner var i området lige nord for. Med den chance for øje, delte Halkett sine til rådighed stående styrker i tre kolonner i håb om at omringe danskerne.

## Kampen
Den Hannoverranske oberstløjtnant Plate’s kolonne ankom til Bilskov Kro til nord for Sankelmark sø, her erfarede den, at en eskadron fra 5. danske Dragoner stadig befandt sig syd for, og at der derfor var mulighed for at afskære dem.
Plate placerede omgående sine tropper med den 1. og 2. eskadron bagved kroen og tværs over vejen, imens han holdt den 3. eskadron i reserve. Så da danskerne ankom, fandt de deres flugtrute blokeret, og selvom de søgte at undslippe deres modstandere, blev en Oberst, fire officerer og 45 dragoner taget til fange sammen med regimentets fane.
Før alle de sårede fanger kunne fjernes, kom to kompagnier af det 2. Jægerkorps til syne og drev husarerne tilbage vest for Bilskov. Da de så at vejen var fri, nåede danskerne lige akkurat til det bakkede terræn foran Bilskov, da katastrofen (Set med danske øjne) indtraf. Selvom hovedparten af den centrale Føderale kolonne havde været langsom til at rykke frem, var dens forreste enhed (en eskadron af de Mecklenburgske husarer) nået indenfor angrebsafstand af danskerne og gik omgående til angreb. Angrebet havde ikke nogen succes og kostede husarerne seks sårede, men det tvang danskerne til at stoppe tilbagetrækningen og søge tilflugt i det sumpede terræn.
Nogenlunde samtidig ankom det 3. Hannoveranske lette infanteri til scenen og da endnu en Føderal infanterienhed kom til, var situationen ved at blive desperat. Denne enhed, den 2. Brunswick Infanteri Bataljon, deltog nu sammen med Hannoverranerne i et bajonetangreb imod de hårdt trængte danskere. Jægerne kæmpede imidlertid tappert videre indtil omkring kl. 16, men med en svindende ammunitionsbeholdning og et hurtigt tiltagende mørke, måtte de ultimativt opgive den ulige kamp og overgive sig.

## Efterspil
Kampen havde varet i ca. tre timer. Tabene på dansk side havde været svære, antallet af mænd taget i betragtning. To danske kompagnier var blevet taget til fange, mens et tredje (Eller to afhængigt af kilden) undkom og fortsatte til Flensborg. Den 25. fortsatte danskerne deres tilbagetog nordpå.